# ساندي بار
ساندي بار (بالإنجليزية: Sandy Barr)‏ هو مصارع رياضي أمريكي، ولد في 21 يناير 1938 في أوريغون في الولايات المتحدة، وتوفي في 2 يونيو 2007 في بورتلاند في الولايات المتحدة بسبب نوبة قلبية.

## روابط خارجية
- ساندي بار على موقع CageMatch worker (الإنجليزية)